# Microsoft Windows 10
Windows 10（ウィンドウズ テン）は、マイクロソフトが PC および 8インチ以上のタブレット向けに開発・リリースしている、Windows NT系のオペレーティングシステム (OS) である。
バージョンやエディションによってサポート期間が異なり、バージョン1507・1511のコードネームは「Threshold（スレッショルド）」、バージョン1607から1809までのコードネームは「Redstone（レッドストーン）」、バージョン1903からのコードネームは「19H1」「19H2」などとなっている。

## 概要
2014年9月30日（現地時間）にプレス向けイベントにて発表された。製品名はWindows Vista以後、7・8 (8.1) とナンバリングされてきたが、9を飛び越すかたちで "10" となった。これについてマイクロソフトは「新世代のWindows、そしてあらゆるデバイスで包括的に動作する幅広いプラットフォームであるといったことを表わしている」と説明している。また、カーネルもWindows Vista (6.0) 以来の刷新が行われ、内部バージョン番号は6.xから10.0となり、ナンバリング製品としてはWindows 3.1以来のナンバリングと一致する形となった。基底となるソフトウェアが高効率化したため、OS全体として以前のバージョンから更に高効率化した。
以前のバージョンのWindowsと異なり、Windows 10では "Windows as a Service (WaaS)"（サービスとしての Windows）という新たなコンセプトが導入された。
Windows 10ではローリングリリースモデルを新たに採用しており、今後は機能改善や新機能の追加といったOSのアップデートが3月と9月の頻度でWindows Updateを通じて無償で行われる。Windows 10が継続して更新されていくため、従前のようなOSのメジャーアップデートはなくなることになる。これについて、マイクロソフトのデベロッパー エバンジェリストのジェリー・ニクソンは「Windows 10はWindowsの最後のバージョン」であると述べた。日本マイクロソフトのテクニカル エバンジェリストの荒井省三は「Windows 10 は、Windows as a Service によって、最新の機能と最新のセキュリティを提供することで、決して古くならない新しい Windows へと生まれ変わる」としている。
のちに発言が撤回され、2021年6月24日（日本時間6月25日）に次期OSとなるWindows 11が発表された。マイクロソフトは、2025年10月14日（日本時間10月15日）までは少なくとも1つのWindows 10 半期チャネルを引き続きサポートするとしており、Windows 10 Home、および個人向けのWindows 10 Pro（個人向けのPro for Workstations含む）のサポートライフサイクルは2025年10月14日（日本時間10月15日）で終了し、それ以後法人には3年間、個人には1年間有料でWindows 7同様の延長セキュリティ更新プログラム（ESU）を提供するとした。
しかし、サポート終了まで残り4ヶ月となってもなお依然としてWindows 10は全世界のWindowsデバイスの半分を占めていたため、2025年6月24日に方針が大きく転換され、個人の希望者に対して1年間はESUを条件付きで無償提供することになり、これにより実質的に1年間サポートが延長される形となった。ESUの無料提供はこれが初となる。
Windows 10のサポートは従来の固定ライフサイクル ポリシーではなくモダン ライフサイクル ポリシーによって行われる、メインストリームサポートや延長サポートという区分はない。固定ライフサイクルポリシーでは一般的に延長サポートとなる現在でも、品質修正プログラムや機能更新プログラムが配信されている。
Windows 10の長期サービス チャネルであるLTSC（旧LTSB）は固定ライフルサイクルポリシーに基づき、Windows 10 2015 LTSB及びWindows 10 IoT Enterprise LTSB 2015（内部バージョンはWindows 10 1507と同様）のメインストリームサポートが2020年10月13日、延長サポートが2025年10月14日に、Windows 10 2016 LTSB及びWindows 10 IoT Enterprise LTSB 2016（内部バージョンはWindows 10 1607と同様）のメインストリームサポートが2021年10月12日、延長サポートが2026年10月13日に、Windows 10 Enterprise LTSC 2019及びWindows 10 IoT Enterprise LTSC 2019（内部バージョンはWindows 10 1809と同様）のメインストリームサポートが2024年1月9日、延長サポートが2029年1月9日に終了することになっている。
なお、Windows 10 Enterprise LTSC 2021（内部バージョンはWindows 10 21H2と同様）については延長サポートが提供されず、メインストリームサポートが2027年1月12日に終了する。Windows 10 IoT Enterprise LTSC 2021（内部バージョンはWindows 10 21H2と同様）は延長サポートが提供され、メインストリームサポートが2027年1月12日、延長サポートが2032年1月13日に終了する。Windows 10の一般リリースからWindows 10 IoT Enterprise LTSC 2021の延長サポート終了までを合わせると、Windows 10系統のOSは6,012日（約16.5年）サポートされることになる。
Windows 10は主に64ビット（x64）環境を主軸にしているが、32ビット (x86) 環境もサポートしている。次期バージョンのWindows 11では64ビット環境専用となり、32ビット環境には非対応となったため事実上、Windows 10が32ビット環境にも対応した最後のクライアント用Windowsとなった。

## 無償アップグレードプログラム
2015年7月29日（日本時間7月30日）にWindows 7 SP1、および8.1 Updateユーザー限定の無償アップグレードプログラムを含む一般への提供が開始され、同年8月1日にはボリュームライセンス契約で利用可能なEnterpriseとEducationおよびDSP (Delivery Service Partner) 版が、そして同年9月4日には新規インストールが可能なリテール版が発売された。
2016年7月28日（日本時間7月29日）をもって、予告されていた通りWindows 7 SP1/8.1 Updateからの1年間限定の無償アップグレードプログラムの提供を終了したが、それ以降もこれまで通り無償アップグレードが提供されていた。その後も2023年8月現在の時点においても引き続きWindows 7/8/8.1のプロダクトキーが利用可能となっていたが、同年9月20日（日本時間9月21日）を以ってマイクロソフトが公式にサーバーからWindows 7、および8/8.1の無償アップグレードパスを削除したため、名実共に無償アップグレードの提供が完全に終了した形となった。今後、新規でWindows 7および8/8.1からWindows 10へのアップグレード、およびライセンス認証を実行する場合は有償でWindows 11の各種リテールパッケージ版（主にHome・Pro）や特定のPC用パーツ（例：マザーボード・CPU・メインメモリ・SSD・HDD・光学ドライブユニットのいずれか）とセットでDSP版を購入、または各種ライセンスキーをマイクロソフトからオンラインで入手するか、もしくはユーザーが現在、既に入手（購入）済みのリテールパッケージ版やDSP版のWindows 10、またはWindows 11の各種ライセンスキーを新たに入手・利用してアップグレードやライセンス認証を実施することとなる。

## Windows 10の主な機能

### ユーザーインターフェイス
デスクトップとModern UIを両方搭載したWindows 8.1から方針を変更し、デスクトップに再び統合された。そのため、デスクトップのUIが変更され、Windows 8.1に搭載されているModern UIとはやや異なったデザインとなっている。デフォルトでは黒(1903以降は白)を基調としたデザインとなっており、タスク バー、スタート メニュー、アクションセンターは若干透明なデザインになっているが、設定で無効にすることができる。
デフォルトの壁紙はCGを一切使わず、光と煙を使って撮影されたものとなっており、YouTubeのマイクロソフト公式チャンネルではその製作過程が公開されている。
ディスプレイ
バージョン1703では夜間モード（ブルーライト低減モード）が新設され、該当する時間帯とその時間帯での色温度を設定できるようになった。
スタートメニュー
Windows 95からWindows 7まで搭載され、Windows 8で「スタート画面」に置き換えられる形で削除されたスタート メニューが再び搭載されることとなった。ただし、Windows 7以前のスタート メニューと、Windows 8/8.1のスタート画面の要素であるライブ タイルが統合された形になっている。また、Windows 8/8.1のように全画面表示で動作するスタート画面とは設定アプリにて切り替え可能であり、Continuum（タブレット モード）動作中では常に全画面表示となる。
LTSB/LTSC ではほとんどの標準アプリが搭載されていないため、デフォルトのスタート メニューにはタイルが2つしかない。
バージョン1703ではアプリの一覧を非表示にできるようになった。
検索ボックス
タスク バーのスタートボタンの右側に、大きな検索ボックスが設けられた。ここから、PC や OneDrive 内のファイルやアプリ、設定を検索したり、BingでWeb検索ができる。この検索ボックスは次に説明するCortanaと統合されており、Cortanaが有効になっていればここから呼び出すことができる。また、逆にCortanaの音声認識結果や応答内容が表示される場合もある。なお、検索ボックスは設定でアイコンのみを表示させたり、表示させないようにすることができる。また、LTSB/LTSCではWeb検索はサポートされない。
Cortana
音声認識アシスタント機能。Windows Phone 8.1に先行して搭載されていた。当初は日本語に対応していなかったが、バージョン1511で正式に日本語に対応した。アプリの起動、リマインダーの設定、ウェブ検索、雑談などができる。
Pro EducationやLTSB/LTSCには搭載されない。ただし、Web検索以外の制限付きの検索機能は利用可能。
バージョン1703では開梱時初期設定 (OOBE) にも専用のCortanaが用意されており、音声ガイドや一部音声認識に対応している。また、シャットダウンや再起動も音声で指示できる機能が追加されたが、こちらは日本語には対応していない。
Windows 10の公式サイトにはCortanaについて「利用できる機能が国や地域、デバイスによって異なる場合があります。」との注意書きがあり、個々のアナウンスには明記されない場合もあることに注意する必要がある。
PCと予定表や着信履歴などを共有できるiOS・Android向け単体版Cortanaも存在するが、Android版は日本語環境には対応していない（詳細はCortanaを参照）。
新しいアプリケーション アイコン
Windows 8/8.1では、一部のアイコンを除いてWindows Vista/7のものが使われ続けていたが、Windows 10ではかなりの主要なアイコンが刷新された。「ごみ箱」アイコンはWindows 95/98のような四角い容器に変更された。社内では1,000を超えるアイコンの再デザインを行ったとしている。ただし、いきなりすべてのアイコンが変わったわけではなく、アイコンの変更は大型アップデートにて順次行われている。
ウィンドウ スタイル
上端以外のウィンドウ枠が1ピクセルに細くなり、タイトル バーの色が白くなったほか、タイトルの配置がWindows 7までと同様の左揃えに戻り、文字のポイントは縮小された。また、3つのキャプション ボタンのサイズが縦幅はタイトル バーいっぱいまで調整され、横幅は「最大化」ボタン（および「元に戻す (縮小)」ボタン）、「最小化」ボタンが「閉じる」ボタンと同じサイズまで拡大された。
バージョン1511では、Windows 10のリリース時には無くなっていたタイトル バーなどにアクセント カラーを付ける機能が復活し、バージョン1607では適用範囲をタイトル バーのみ、もしくはタスクバーなどのみに設定できるようにもなった。
システム フォント
日本語環境でのシステム フォントがWindows 7から追加され、8で全面採用された "Meiryo UI" から、新しく追加された "Yu Gothic UI" に変更されている（Windows Phone 8.1には先行して搭載されていた）。
"Yu Gothic UI" の欧文グリフには"Segoe UI" が採用されており、日本語版においても英語などの欧米言語版と同じ欧文グリフとなった。
通知領域
通知領域の時計、音量設定、ネットワーク接続画面が新しくなった。タブレットなどタッチ操作にも適したUIを採用しているため、従来より時計や音量設定の文字やボタンが大きめになっている。時計は文字盤タイプではなく、数字だけのデジタルタイプに変更された。
Aero Glass
Windows 8/8.1では廃止されていたAero Glassが、コミュニティの強い要望によって一部のみ復活した。スタート、アクションセンター、ボリューム コントロール、カレンダー、ライブ サムネイルなどのコントロールに適用される。
完全な復活ではないため、タイトル バーは8/8.1と同じく単色であり、タスク バーや ⎇ Alt + ⭾ Tab キーで表示されるウィンドウの切り替えなどは、ぼかし効果がない透過となっている。
Continuum（タブレット モード）
タブレットからキーボードを取り外すだけで、タブレットに最適なUIに切り替わる機能。キーボードを再び接続すると、通常のUIに戻る。タッチしやすいようにタスク トレイのアイコンの間隔が開き、スタート メニューやアプリが全画面表示となる。フリック操作も可能で、アプリケーションの画面分割もできる。この機能は、タッチ機能を有しないPCでも通知画面から「タブレット モード」を有効にすることで利用できる。ただし、マルチモニター環境ではこれが無効化され、利用不可になる。
Windows スポットライト
当初はHomeのみ搭載されていた機能。BingからWindowsが自動的に画像をダウンロードし、ロック画面の背景を自動変更する。画像に対し、気に入った・好みではないというフィードバックを送ることで、ユーザーの好みを学習していく。
また、ストア アプリのレコメンド機能もあり、ロック画面でおすすめのストア アプリを紹介・インストールを提案する。
この機能は正式リリース直前まではLTSBを除く各エディションに搭載されていたが、ビジネス ユーザーに対して不評だったためにHome以外から削除された経緯がある。しかし、リリース以後は復活を求める声が強く、バージョン1511よりLTSB、およびPro Educationを除く各エディションで再び利用できるようになった。
ときどきスタート画面におすすめを表示する
当初はHomeのみ搭載されていた機能。スタート メニューでおすすめのストア アプリを紹介・インストールを提案する。
Windows スポットライトと同じく、バージョン1511からLTSB/LTSC、およびPro Educationを除く各エディションで利用できるようになっている。

### アプリケーション
ユニバーサルWindowsプラットフォーム (UWP)
Windows 10シリーズにおいて統合されたOSの中核「Windows Core」により実現された、新たなアプリケーション共通プラットフォーム。UWPはWindowsランタイム (WinRT) の進化形であり、Windows 10 MobileおよびWindows 10 IoT、後述するWindows 10 Proを母体に更に簡素化・軽量化された教育機関向け専用のWindows 10 Sにも搭載されている。Windows 8/8.1用のMicrosoft StoreアプリはWindows 10でも動作するが、UWPアプリはWindows 10専用である。UWPアプリはMicrosoft StoreアプリとしてMicrosoft Storeで配信・販売・購入できる。
UWPのAPIは全プラットフォームで共通となるコアAPIと、デバイスファミリごとに特有のAPIとに分かれる。コアAPIのみを使い、すべてのデバイスファミリ向けに作成されたUWPアプリは、コードを修正することなくすべてのWindows 10プラットフォーム、すなわち、PCはもちろんスマートフォンやタブレットなどでもそのまま動作する。一方、ターゲットとなるデバイスファミリを指定することで、デバイスファミリ固有の機能を使うことも可能である 。バージョン1607では、UWP版Skypeアプリプレビュー版がプリインストールされている。
Windowsブリッジ
他OSからWindowsへのアプリ移植や既存のデスクトップ アプリ展開を容易にする技術群の総称。例えば、「iOS用Windowsブリッジ」(Project Islandwood) を使用すると既存のObjective-Cコードはそのままに、iOS用のアプリを最小限の修正でWindows 10に移植することができる。
「Desktop Bridge」(Project Centennial) では、App-V テクノロジーを使用して旧来のデスクトップ アプリを仮想化およびパッケージ化し、Windowsストアでデスクトップ アプリを配布、展開することを可能にする。ただし、UWPアプリではないため、Windows 10 MobileやWindows 10 IoTでは動作しない。
標準アプリ
多くの標準アプリがUWPアプリとして刷新された。そのため、レイアウトやデザインがWindows 10 Mobileと統一されている。
また、「電卓」アプリは、UWPアプリとなり、コマンドプロンプトからcalc.exeと打つと起動できる 。ただし、LTSBではほとんどの標準アプリは搭載されておらず、例外的に「設定」や「Windows フィードバック」など、ごく一部のシステム アプリのみ搭載されている。
Store アプリ
Windows 8/8.1ではフルスクリーンもしくは画面分割でしか表示できなかったストア アプリのウィンドウ表示に対応した。ウィンドウ表示を許容しないアプリも、タイトルバーから最小化や終了ができる。またWindows 8/8.1ではそのようなアプリを任意のモニターで起動できたが、必ずプライマリモニターを使用する。
Microsoft Store
大幅に改良され、Windows 8.1のものより機能・UIがともに大幅に改良された。新たに、音楽や映画やテレビ番組の購入も可能となり、「映画とテレビ番組」アプリで再生できる。
LTSB/LTSCには搭載されない。
Microsoft Edge
Web ブラウザー。これまでデフォルト ブラウザーであったInternet Explorerの後継ブラウザーとして搭載された。2020年以降、Chromiumベースの新しいEdgeに移行している。旧Edge（レガシー版）は2021年3月9日をもってサポート終了した。
Microsoft Edgeは相互運用性を強く意識したエバーグリーンなブラウザーであり、新機能の追加が行われないLTSBに含めるのはふさわしくないという判断から、LTSBにはMicrosoft Edgeは含まれない。
Internet Explorer 11
機能面ではWindows 8.1に搭載されたInternet Explorer 11からあまり変化せず、旧来のInternet Explorer（5.5、7 - 11）との互換性を確保する目的にのみ用いられる。HTTP/2に対応した。
コマンド プロンプト
コマンド プロンプトcmd.exeの機能も大幅に拡充された。コマンド プロンプトは、MS-DOSの標準コマンドシェルであるCOMMAND.COMから生まれた経緯を持つ機能であるため、すべて選択（Ctrl+A）・コピー（Ctrl+C）・貼り付け（Ctrl+V）・検索（Ctrl+F）・マーク（Ctrl+M）などのWindowsから追加されたショートカットキーは永らく追加されなかったが、これらを有効化するオプションが追加された。ウィンドウを画面いっぱいに最大化できるようになり、透明度も指定できるようになった。
バージョン1703では起動時のコマンドシェルをWindows PowerShellに置き換える設定が既定で有効に変更された。またPowerShellコマンドが新設され、同一のウィンドウ内で相互に行き来する事が可能になった。
Snipping Tool
「遅延」機能が追加された。
デバイス キャスト
DLNA対応機器を含むネットワーク上のデバイスに動画や音声をストリーミングする従来の「リモート再生」が、「デバイス キャスト」に名称変更された。
はじめに (Get Started)
従来の「ヘルプとサポート」にあたる機能。
LTSBには搭載されない。
OneNote
OneNoteが標準で搭載された。
LTSBには搭載されない。
Xbox アプリ
Windows 10では、深いレベルでXbox Liveとの統合が行われており、このアプリで実績やプレイ履歴の確認、メッセージのやりとりを行うことができる。
Xbox Oneと接続することで、Xbox OneのゲームをWindows 10でストリームしてプレイすることが出来るほか、対応ゲームではWindows 10とXbox Oneでクロスプラットフォームのマルチプレイが可能。マイ ゲームというライブラリ機能もあり、PCにインストールされたゲームのランチャーとしても使用できる。また、後述するGame DVR機能はこのアプリによりサポートされている。
S、およびLTSBには搭載されない。
Windows DVD プレーヤー
DVD再生機能はWindows 7以前ではWindows Media Playerに、Windows 8/8.1ではMPEG-2特許使用料によるコストを削減するため別売のWindows Media Centerに搭載されていたが、本バージョンではどちらも搭載されなくなったためその代替アプリとして用意された。ただし、BDの再生には非対応である。「適格期間」と呼ばれる一定期間のうちは、Windows Media Centerがインストールされたシステムからアップグレードを行った場合に、Windows Updateから無償で提供される。また、適格期間が経過した場合や、Windows Media Centerがインストールされていないシステムからアップグレードした場合や、Windowsのクリーン インストールが行われた場合は、Windows Updateからの無償提供オプションは利用できないが、Microsoft Storeから有償で購入できる。従来どおり、光ディスク等の再生にサードパーティー製アプリケーションを使うことも可能。
クライアントHyper-V
Windows 8から引き続き搭載されたハイパーバイザ型の仮想環境で、Windows 10には Windows Server 2016 に搭載される Hyper-V のサブセット版が搭載される。従来の Microsoft Virtual PC、Windows Virtual PC の機能に相当し、64ビット版Windowsを対象に搭載されている。
OS上の一アプリケーションとして動作する Virtual PC などとは構造が異なり、Hyper-V はハードウェア上でOSを介さず直接動作し、全てのOSはハイパーバイザ上で動作する（ハイパーバイザ#Type 1も参照のこと）。利用の際には「Windowsの機能の有効化または無効化」で機能を有効化する必要があり、この機能を有効にすることで、これまでハードウェア上で直接動作していたWindows 10自身もHyper-V上での動作となる（ルートパーティションと呼ばれる）。この影響で、当初はVMwareおよびVirtualBoxなどのType 2型のハイパーバイザ環境が利用できなくなっていたが、バージョン1803以降より "Windows Hypervisor Platform (WHPX)" と呼ばれるAPIが実装され、このAPIに準拠していれば、その仮想化製品を「Hyper-V」と共存させることが可能となった。
Home、およびSのみ当機能は基本的に利用不可能だが、いずれもProに（ステップ）アップグレードすることでこの機能が利用可能になる。尤も、Homeの場合VMware Workstation Pro、およびVirtualBoxなどのType 2型のハイパーバイザは稼働するため、一定の用途では代替となり得る。
Windows Ink ワークスペース
スケッチ機能。画面スケッチでは、表示画面にスケッチをすることができ、絵画アプリのスケッチパッド、付箋アプリのSticky Notesとも統合している。標準ではオフになっているが、タスクバーでオンにすることができる。タッチ対応PCやペンタブレットを接続すると自動的にオンになる。アイコンはタスクバーのシステムトレイに表示される。
Sticky Notes
付箋アプリ。モダンデザインに変更し、Windows Inkと統合している。Windows 10バージョン1511までに搭載されていた「付箋」アプリは削除された。なお付箋を使用している環境からのアップグレード/アップデートでは自動的にデータ移行が行われる。
クイックアシスト
リモート接続を通じて 2人のユーザーが1台のコンピューターを共有することで、一方のユーザーがもう一方のユーザーのコンピューターの問題解決を支援できる。現在のところ、すでに同様の機能を持つ「リモートアシスタンス」は削除されず、残っている。
Microsoft Solitaire Collection
Windows 7まで標準で付属したゲームの内、ソリティア、ハーツ、マインスイーパーはWindows 8/8.1で削除されたが、マインスイーパは2014年にWindowsストアにてWindows 8.1向けストアアプリ「Microsoft Minesweeper」としてダウンロード供給され、ソリティアは2015年に「Microsoft Solitaire Collection」としてWindows 10に標準搭載された。それぞれデザインやグラフィックが一新されている。ハーツの代替アプリはマイクロソフトから供給されておらず、マイクロソフトはサードパーティ製の同等アプリを探すよう案内している。代替ゲーム
ペイント 3D
名前どおりの3D版ペイント。立体/平面モデルの配置や加工、モデル表面や空間への描画が可能。保存は独自形式と互換形式、印刷は2D/3Dプリンタをサポートする。Remix3D.comとの連携によりモデルの共用・共同開発も可能。また「キャンバス」と呼ばれる厚みのない長方形の板が立っており、ここに描画する事でペイントと似た使い方もできる。
Mixed Reality ポータル
Mixed Reality環境を設定する。Microsoft Hololensの設定やコンテンツ管理も行えるが、デバイスがいまだ開発版しか存在せず、利用者が非常に限定される為、詳細は不明。
Mixed Reality ビューアー
View 3Dが改称され、Mixed Reality環境を再現する機能が追加された。(非対応の環境でも3Dモデルのみ扱う事は可能)。3Dモデルについてはペイント3Dデータのほか、一般的な3Dモデルのファイルも扱える。
フィードバック HUB
Microsoftの開発チームに不具合情報や要望を直接送ったり、他者のフィードバックに賛成票やコメントを投じる事ができる。元々は Insider Program 限定の機能であったが、Insider 以外のアカウントでも利用できる(機能に若干差異あり)。英語以外のフィードバックは基本的に機械翻訳を経由して担当に送られるが、意味不明な場合は話者が仲介する場合もある。
Dolby Audio
OSとしては初めて標準搭載されたオーディオコーデック。Microsoft Edgeや一部のMicrosoft Storeのアプリにおいて採用されており、動画や音楽の再生に用いられる。
立体音響
Creators UpdateよりWindowsとしては初めて7.1チャンネルの仮想サラウンド機能が搭載された。「Windows Sonic for headphones」と「Dolby Atmos for headphones」「DTS Sound Unbound」の3種類から選択できるが、初期状態ではマイクロソフトの開発した「Windows Sonic for headphones」のみとなり、「Dolby Atmos for headphones」を利用する場合はストアアプリにて「Dolby Access」をインストールし、そのアプリから別途有料の「Dolby Atmos for headphones」を入手する必要があり、「DTS Sound Unbound」についてもストアアプリからの入手となる。
ただしどの機能においてもストアで提供されているゲームアプリや、Netflix等の動画配信サービスアプリといった対応アプリでしか利用はできず、利用可能な場合は音量調整画面に「（立体音響名）を使用しています」という表示がされる）

#### ウィンドウ操作
スナップ (Aero Snap)
スナップできるウィンドウの個数が2個から4個に増やされた。画面の空いているスペースのどこにでも、現在開いているすべてのアプリのサムネイルを表示でき、ドラッグすれば画面が分割される。
仮想デスクトップ
これまで非公式ソフトウェアを使用しなければ実現できなかった仮想デスクトップ機能が追加された。
タスク ビュー
タスク バーにある「タスク ビュー」ボタン、もしくは⊞ Winキーと⭾ Tabキーを押す（Vista/7ではWindows フリップ 3Dが割り当てられていた）ことで、すべてのデスクトップ画面とアクティブなデスクトップ画面に開いているウィンドウが一覧表示される。仮想デスクトップもこの画面から作成できる。
非アクティブ ウィンドウのスクロール
Windows 8.1までの Windows では、マウス ホイールでのスクロールはウィンドウ フォーカスが設定されているウィンドウに対してのみ機能していた。
Windows 10では、スクロールしたいウィンドウにマウスをホバー（マウス オーバー）すれば、非アクティブ ウィンドウであってもマウス ホイールでスクロールが出来るようになった。この機能を設定から無効化することによって、従来通りの動作に戻すことも可能。
Windows Sandbox
Windows 10 Insider Preview Build 18305（19H1）より追加実装された使い捨てのアプリ実験環境ツール。未知のアプリや疑わしいアプリを安全かつ手軽に試せるようになり、Windows コンテナーの技術をベースとした軽量の仮想環境となっており、インストールされたアプリや、そのアプリが行った改変は仮想環境の外に一切影響を及ぼさない。また実験環境ツールを終了すると、仮想環境内で行われたすべての変更は失われる仕組みとなっている。ただし、この機能を利用する場合はBIOSの仮想化（仮想環境で実行している場合は仮想化のネスト）をサポートしたAMD64アーキテクチャーの「Windows 10 Pro」または「Windows 10 Enterprise」環境が必要となるので注意。また、初期状態では無効化されているので、［Windows の機能の有効化または無効化］ダイアログから有効化する必要がある。

#### キーボード ショートカット
- ⊞ Win+⭾ Tab タスク ビュー
- ⊞ Win+A アクションセンターの表示
- ⊞ Win+Ctrl+→ 次のデスクトップに切替
- ⊞ Win+Ctrl+← 前のデスクトップに切替

### システム
設定
Windows 8.1よりも多くの設定を行うことができるようになった。アイコンが表示され、検索ボックスが追加されたため、使い勝手が大幅に向上した。
Windows Hello
生体認証機能。顔・虹彩・指紋を用いてユーザーを認証することができる。
他の方法はもちろん、顔認証の場合であっても普通のカメラデバイスでは動作せず、それぞれに対応したハードウェアが必要となる。
ディスク使用量の削減
システムファイルの圧縮アルゴリズムの改善と、「リフレッシュ」および「リセット」を行うためのリカバリ用イメージの保存を不要としたことによって、ディスク使用量が削減された。
DirectX 12/DirectX 11.3
高度抽象化に伴いオーバーヘッドの増加や最新のグラフィックスハードウェア (GPU) 設計とのずれが大きくなっていたDirectX 11.xまでのAPIを刷新し、ハードウェアに近いローレベルな制御を可能とするために再設計された新しいAPIがDirectX 12 (Direct3D 12) である。これにより、DirectX 11までよりもハードウェアの性能を引き出すことが可能となる。WDDM 2.0と併せて導入される。また、これまで通りの高レベルAPIによってDirectX 12世代ハードウェアの新機能を利用することのできるDirectX 11.3も同時に提供される。
アクションセンター
Windows 8/8.1で搭載されていたチャーム バーに代わり搭載された機能。タスク バーの通知アイコンか、タッチ環境では画面右端から内側に向かってスワイプすること（8/8.1でのチャーム バーの呼び出しと同じ操作）で表示できる。PCに来た通知を後で見ることができるほか、「タブレット モード」の切り替えやWi-Fi接続設定、画面の明るさの調整などもできる。
また、通知領域の「バルーン」は廃止され、デスクトップ アプリケーションの通知もストア アプリと同じように表示されるようになった。
システム サウンドの変更
システム エラーや通知の効果音など、数種類のシステム サウンドが変更された。スタートアップサウンドはWindows Vista以来の起動音が継承されている。ただし、Windows 8/8.1同様、初期設定（デフォルト）では鳴らない設定になっているため、設定を変更すると再起動時のみ鳴るようになる。なお、再起動時のみでなく起動時にも鳴らすには、高速スタートアップをオフにする必要がある。また、終了音なども8/8.1と同じく、レジストリを変更すれば設定可能。ただし、8/8.1の無印エディション同様、Homeエディションでは設定は出来てもグループポリシーを使って鳴らすことはできない。
メディア ファイルのサポート強化
メディア ファイルのコンテナ形式であるMatroskaと、ロスレス音声圧縮コーデックであるApple LosslessおよびFLACなどのメディア ファイルがサポートされた。
ストア アプリのショートカット作成
Windows 8/8.1ではストア アプリはショートカットを作成することができなかったが、10では作成することができるようになった。
PDFファイル作成機能
仮想プリンターとして "Microsoft Print to PDF" が新たに搭載された。このプリンターを指定して印刷することで、PDFファイルを作成できる。
Game DVR
上記Xbox アプリによってサポートされるゲーム録画機能。⊞ Win+Gキー でゲーム バーを開くことができ、そこからGame DVRを使用してプレイの録画が可能。ゲームに限らずどんなアプリでも録画できるため、汎用的な録画ツールとしても使用できる。これまでは、動画キャプチャをとる場合は、サードパーティー製のソフトウェアを導入しなければならなかった。
Windows Defender
アイコンがモダンに変更された。オフラインスキャン機能が追加されたことにより、削除ができなかった一部の悪意のあるソフトウェアが削除できるようになった。スキャンには再起動が必要で、起動時に行われる。また、バージョン1607（RS1）以降では、「制限付きの定期的なスキャン」機能が追加され、サードパーティ製セキュリティソフトがインストールされている状況下にあっても、競合しないようにしつつWindows Defenderも併用することができるようになった。主な設定は設定アプリで行える。
Windows ライセンス認証
バージョン1607（RS1）以降より、Microsoftアカウントによるサインインを使用している場合は、マザーボードの交換など、ハードウェアを後で大幅に変更した場合に、ライセンス認証のトラブルシューティング ツールを使用して、Windows のライセンス認証をもう一度行うことができる。
市販デモ機能
設定アプリの「更新とセキュリティ」内にある「ライセンス認証」のページで、「Windows」の見出しを5回クリックし、画面の指示に従って設定することで、デモ機専用モードに切り替えることができる。ただし、この機能は家電店などで展示されているデモ機を前提に搭載されている。保存データがすべて削除され、アカウント名が「古林翔」に変わり、可能な設定や起動アプリが制限される。そのため、通常はオンにすべきではない。
Microsoft IME
既にサードパーティー製のIMEでは当たり前となっている予測変換、クラウド変換が搭載された。
システム上にインプットされている単語も大幅に増え、クラウド変換をオンにしなくとも、ネットを中心に流行っている言葉、流行語、有名人の名前、作品のタイトルやキャラクターの名前などが、一発変換できたり、予測変換で表示されることがある。また、機能更新アップデートと共に辞書も更新されている。
バージョン1703ではIMEモードが画面中央に大きく表示されるようになったが、IMEの設定で非表示にすることも可能である。
アプリのインストール
「ストアのみ/ストア以外は警告/許可」から選択できる。制限される対象はダウンロードされたアプリケーションに限られ、ローカルメディアからのインストールは制限を受けない。
トラブルシューティング
設定アプリの「更新とセキュリティ」下に専用の画面が新設され、散在していた機能が纏められた。個々の機能はコントロールパネル等の場所に散在していたものと同じである。
動的ロック
Bluetoothによってペアリングされたデバイス(≒利用者)が離れた事を検出してデバイスをロック状態にする機能。
フィードバックの送信
アプリやシステム機能の随所に追加され、より手軽にフィードバックを送れるようになった。

### 廃止された機能
Windows Media Center
Windows 8/8.1 では "Pro Pack"または"Media Center Pack" を購入することで追加が可能であったが、Windows 10では利用率の低下を理由に完全に提供しない。
なお、Windows 7 以降、Windows Media Center の実装はされない模様。
コントロール パネルの一部項目
コントロール パネル自体は廃止されていないが、Windows Updateの項目などがコントロール パネルから削除されたり、デスクトップの右クリック メニュー内の「画面の解像度」や「個人設定」がコントロール パネルではなく設定アプリにリンクされるなど、コントロール パネルへの依存性が低くなっている。アイコンも多少変更されている。
機能更新アップデートごとにさらに多くの項目が設定アプリに移行され、よりコントロール パネルへの依存性が低くなっている。
Modern UI版Internet Explorer
Windows 8/8.1に搭載されていたModern UIのInternet Explorerは廃止され、デスクトップ アプリ版のみに戻った。Modern UIのブラウザはMicrosoft Edgeのみ。
フロッピーディスクドライブ
Windows 8.1まではフロッピーディスクドライブに標準対応していたが、Windows 10では標準対応が打ち切られる。そのため、別途Windows Update経由や周辺機器の製造・発売元の各メーカーサイト（日本メーカーでの例：バッファロー・I-O DATA・ロジテック等）経由でドライバーをインストールする必要がある。
一部の標準付属デスクトップ アプリ
Windows 8/8.1に標準付属されているアプリにはストア アプリ版と従来のデスクトップ アプリ版の両方が存在していたが、電卓やヘルプとサポート、サウンド レコーダーなどの一部のデスクトップ アプリ版が削除された。機能更新アップデートごとに徐々にストア アプリに切り替わり、従来のバージョンは削除されている。
電卓は LTSB のみデスクトップ アプリ版が引き続き搭載されている（代わりにストア アプリ版は存在しない）。
ペイントは、今後ストア アプリ版のみに切り替わり、従来のバージョンはストア経由のみでの提供となる予定。
Windows Updateの自動更新オプション
Windows 8.1まではWindows Updateによる更新方法を自由に変更することができたが、Windows 10からはWindows Updateの運用方法が変更され、更新プログラムの分類である「重要」と「オプション」が1つに統合され、Windows 10 単体では更新プログラムを選択的にインストールすることができなくなった。
また、Home エディションでは自動更新を無効にすることができなくなった。Home ではアップデート ブランチは Current Branch (CB) のみがサポートされており、機能アップグレードは利用可能になると即時にインストールが行われる（2019年4月現在）。Pro、Education、Pro Education および Enterprise エディションを使用している場合はグループ ポリシーで自動更新を無効にしたり、更新方法を変更できるが、WSUS や 新たに発表された Windows Update for Business を利用しない限り、更新プログラムの配信を制御することはできない（選択的なインストールができない）。Pro、Education、Pro Education および Enterprise ではアップデート ブランチを Current Branch for Business (CBB) に変更することで、機能更新アップデートをバージョン1511までは最大8か月(1ヶ月単位で指定)まで、バージョン1607以降では最大180日(1日単位で指定)まで延期することができる。さらに、Enterprise ユーザーは Long-Term Servicing Branch (LTSB) 専用の SKU を利用でき、Enterprise LTSB はリリースから 10 年間のサポートが行われ、その間に機能更新アップデートは1つも提供されない。
Windows 10 May 2019 Update適用以降は、Windows 10 Homeでも最大35日まで延期が可能になると発表された。これにより、Windows 10の全てのエディションで、アップデートの延期が可能になる事となる。
チャーム バー
Windows 10では、アクションセンターがチャーム バーに代わって搭載されたため、チャーム バーは廃止された。既存のストア アプリでは、互換性維持のためタイトル バー左上のハンバーガー メニューからチャーム バーの機能が利用できるようになっている。
アプリ バー
ストア アプリで利用できたアプリ バーは廃止され、ハンバーガー メニューに置き換えられた。
OneDriveの一部機能
OneDriveに保存されているファイルの情報の一部を同期し、あたかもローカルに保存されているかのように取り扱う機能である「プレース ホルダー」が廃止された。また、Windows 10にアップグレードすることで、以前のWindowsにインストールされていたOneDriveは削除され、Windows 10のOneDriveに置き換わる。
Windows 転送ツール
OneDriveの進化などにより必要性が薄れたため廃止された。OSインストールイメージ内にも「転送ツール」が含まれていたが、Windows 10で削除されている。同等の機能を使用したい場合は、別途サードパーティー製の転送ツールが必要になる。
Windows フォト ビューアーの一部の関連付け設定
Windows 8/8.1では「フォト」アプリのほかに、Vista/7に引き続いて「Windows フォト ビューアー」が利用可能であったが、10ではTIFFを除いて関連付け設定が削除され、利用できなくなった。
ただし、対応するレジストリ エントリを手動で編集すれば有効化は可能。7/8.1からアップグレードした場合にもレジストリが保持されるため、従来通り利用できる。
Wi-Fi センサー（Ver1607で廃止）
Windows Phone 8.1に先行搭載されていた機能。利用するためには、Microsoft アカウントでサインインしている必要がある。
この機能では、クラウドソーシングによって収集された情報に基づき、既知のオープン Wi-Fiネットワークに自動的に接続でき、外出先ですばやくインターネットに接続することが可能になる。また、任意でFacebookの友達、Outlook.comの連絡先、またはSkypeの連絡先と Wi-Fiネットワークを共有することができる機能も過去に存在したがバージョン1607までに削除された。オンラインサービスが停止しておりそれ以前のバージョンではUIが残っていても機能しない。
有料 Wi-Fi & 携帯ネットワーク（Ver1803で廃止）
Microsoft以外の有料Wi-Fiスポットに接続するサービス。
Microsoft Wi-Fi
Microsoftが提供するWi-Fiスポットに接続するサービス(有料)。アプリは既定で存在するが、使用を開始するにはストアから購入する必要がある。日本国内での利用可否については不明。
モバイル コンパニオン（Ver1809で廃止）
Windows 10に保存されている写真やドキュメントなどをスマートフォンへ自動的に同期させることができる機能。Windows Phoneのみならず、AndroidやiOSとも連携させることが可能。
LTSBには搭載されない。S、およびEducationにもデフォルトでインストールされていないが、ストアからインストールできる。
Ver1809でアプリは廃止され設定アプリの電話に移行された。

### カスタマー エクスペリエンス向上プログラム
Windows 10は、製品とサービス向上のため、デフォルトで以下の情報をマイクロソフトに送信する。
- 位置情報
- 入力情報
- 連絡先
- カレンダーの予定
- 音声認識
- 手書きパターン
- 広告表示の最適化

これらの情報の送信を望まないユーザーは設定の「プライバシー」で変更することができる。また、IT関連メディアのArs Technicaの調査の結果、プライバシー設定をオフにしても、マイクロソフトのサーバーと通信していることが判明している。Ars Technicaは、送信されるデータに関してプライバシーに大きな問題はないとしながらも、これらの事象に関して疑念を抱いている。

## 販売形態
最新の更新プログラムがインストールされているWindows 7 SP1とWindows 8.1 Updateは、Windows 10の発売から1年間はWindows 10に無料でアップグレードでき、一度アップグレードしたPC（実装仮想を問わず）やタブレットは「デバイスが寿命を終えるまで」無料でサポートされるとしている。また、2015年3月に行われた中国でのイベントで、海賊版も無償アップグレードの対象になると発表したが、その後方針が変更され、海賊版からの無償アップグレードは対象外となった。
なお、DSP版はWindows 7までと同様に周辺機器とのバンドルでの販売が再開された。

### アップグレード
前述のとおり、Windows 7 SP1とWindows 8.1 Updateの正規版であれば、2016年7月28日（日本時間7月29日）まではWindows Updateを経由し無償でアップグレード可能だった（後述のアップグレードSKUマップの節も参照）。ただし、ARMアーキテクチャ専用のWindows RT、およびRT 8.1からはアップグレード不可能。XPとVistaではインストールディスクからは個人ファイルのみ引継げる。

| OS                  | インストールディスク                                            | ISOイメージ                                                     | Windows Update                                                  |
| ------------------- | --------------------------------------------------------------- | --------------------------------------------------------------- | --------------------------------------------------------------- |
| Windows Vista以前   | クリーンインストールのみ                                        | クリーンインストールのみ                                        | 非対応                                                          |
| Windows 7           | 対応                                                            | 対応                                                            | 要アップデート（SP1を適用すれば無償アップグレード可能）         |
| Windows 7 SP1       | 対応 （Windows Update利用だと同位→同位のみリリース後1年間無料） | 対応 （Windows Update利用だと同位→同位のみリリース後1年間無料） | 対応 （Windows Update利用だと同位→同位のみリリース後1年間無料） |
| Windows 8           | 対応                                                            | 対応                                                            | 要アップデート（8.1 Updateを適用すれば無償アップグレード可能）  |
| Windows 8.1         | 対応                                                            | 対応                                                            | 要アップデート（8.1 Updateを適用すれば無償アップグレード可能）  |
| Windows 8.1 Update  | 対応 （Windows Update利用だと同位→同位のみリリース後1年間無料） | 対応 （Windows Update利用だと同位→同位のみリリース後1年間無料） | 対応 （Windows Update利用だと同位→同位のみリリース後1年間無料） |
| Windows RT / RT 8.1 | 非対応                                                          | 非対応                                                          | 非対応                                                          |

ただし、Windows 7 SP1やWindows 8.1 Updateが正常に動作し、ハードウェアが後述のシステム要件を満たしていても、ハードウェアやソフトウェアメーカがWindows 10をサポートしていない場合がある。このため、メーカのサポートページなどに、Windows UpdateのWindows 10アップグレードの通知を止める方法を記載している場合がある。
しかし、Windows 10へのアップグレードを正常に停止させることができず、意図せずにWindows 10に更新され、未対応のソフトや周辺機器が使えなくなるトラブルの相談が、消費生活センターや日本マイクロソフトに多数寄せられていたことから、消費者庁が注意喚起を出した。

### エディション
Windows 10ではパーソナルコンピュータおよびタブレット向けのエディションのほか、スマートフォンおよび小型タブレット（ファブレットなど）向けのモバイルOSや、エンベデッドシステム向け組み込みOSも、Windows 10のエディションとして提供される。さらにXbox OneやMicrosoft Surface Hub、Microsoft HoloLensなどの同社製ハードウェアのOSもWindows 10がベースとなっており、マイクロソフトではこの形態を "One Windows" と呼称している。Windows 10では新たに教育現場向けの「Education」エディションが追加された。なお、HomeからProへのステップアップグレードは、Windows 8/8.1 無印をProにする場合は、Windows 8/8.1 Pro Packをパッケージ版でも購入することができアップグレードすることができたが、Windows 10ではステップアップグレード用のパッケージ版は販売しておらず、オンラインを通じてアップグレードする方法しかない（Windows Anytime Upgradeを参照）。また、タブレット向けのARM版Windowsである「Windows RT」は廃止された。その後2019年11月から販売された、Surface Pro X（Microsoft SQ1搭載）にはARM64版Windows 10が搭載され、32bit(x86)アプリに対応している。
Home（ホーム）
一般消費者（コンシューマ）向けのエディション。Windows 8/8.1（無印、Core）の後継。Windows 10の基本的な機能が含まれる。
Pro（プロ）
一般消費者（主に上級者）、およびビジネス（法人）向けのエディション。Windows 8/8.1 Proの後継。Windows 10 Homeの機能に加え、スモールビジネス向けの高度なセキュリティ機能やリモート・モバイルを使ったプロダクティビティ向け対応、デバイス管理、クライアントHyper-V（ハイパーバイザ）、Windows Update for Businessを含む追加機能が含まれる。
Enterprise（エンタープライズ）
企業向けであり、Windows 8/8.1 Enterpriseの後継となる最上位エディション。企業・団体だけではなく個人でもボリューム ライセンス契約を行うことで利用が可能である。Windows 10 Proのライセンス更新でアップグレードが可能となる（エディション別機能比較表参照）。
Enterprise LTSB（エンタープライズ エルティーエスビー）
Enterprise ユーザーのみ利用できる Long-Term Servicing Branch (LTSB) 専用 SKU。このエディションでは後述するアップデート ブランチが LTSB に固定されている。
その性格上、Microsoft Edge、Windowsストア、Cortana などのシステム アプリや、ストア アプリのすべてが搭載されておらず、検索ボックスでの Web 検索の非サポート、デスクトップ アプリ版電卓の搭載など、他エディションと大きな相違がある。
また、デフォルトでタスク バーにアイコンが1つもピン止めされていないほか、スタート メニューにもタイルがほとんど存在しない。
Pro for Workstations（プロ フォア ワークステーションズ）
サーバーグレードのワークステーション向けのエディションとしてバージョン1709（RS3）より追加。最大4ソケットプロセッサー、最大メインメモリ6TB、NVDIMM-N（Non Volatile DIMM）、ReFS、SMB ダイレクトをサポートする。なおこれらのハードウェアサポートは前述の Enterprise エディションでも利用可能となった（一部は以前のバージョンから利用可能だった）。Microsoftストアから購入可能であり、ボリューム ライセンス契約を行わなくとも利用可能。このため、一般消費者が利用できるWindows 10の各種エディションとしては事実上、最上位のエディション扱いとなる。
Education（エデュケーション）
教育機関向けのエディション。Windows 10で新たに追加された。機能的にはEnterpriseとほぼ同等だが、モバイル コンパニオンがプリインストールされていなかったり、デフォルトでタスク バーにアイコンが1つもピン止めされていないなど、細かな相違がある。教育機関専用のボリューム ライセンス契約のみ利用できるため、一般には入手できない。Windows 10 Homeのライセンス更新でアップグレードが可能となる（エディション別機能比較表参照）。
Pro Education（プロ エデュケーション）
バージョン1607（RS1）より追加される教育機関向けの上位エディション。Educationに対し、教育機関向けの管理機能が搭載される。Cortanaが削除され、更にストアのサジェスト機能などの機能も無効化されている。プリインストールでの出荷が基本だが、Windows 10 Proのライセンス更新でアップグレードが可能となる（エディション別機能比較表参照）。
（S（エス））
バージョン1703（RS2）より追加されたプリインストールでの出荷が基本となる教育機関向けのエディション。PC設定を保存したUSBメモリを挿すだけで、他のPCの初期設定が高速（30秒前後）で完了するほか、Webカメラの使用可、不可など細かいカスタマイズをクラウド上で管理することが可能で当OSを搭載したPCは、フリーサブスクリプションの「Minecraft Education Edition」や「Office 365 for Education」、モバイルデバイス管理プラットフォームの「Microsoft Intune」などが利用できる。ただし、ダウンロード可能なアプリケーションはWindowsストアからダウンロードできるUWP（Universal Windows Platform）アプリに限定される。Windowsストアから別のブラウザーをダウンロードすることはできるが、.htmファイルを開くときなどの規定のWebブラウザーはMicrosoft Edgeで、EdgeとInternet Explorerの規定の検索プロパイダーは変更不可。なお、既存の教育目的で利用されているWindows 10 Pro搭載のPCに対しては無償で提供されるほか、更にOffice 365 for Education with Microsoft Teamsのライセンス、および1年間限定のMinecraft Education Edition利用権がそれぞれ付属し、Proへのエディションアップグレードも可能。また、Windows 10 Sプリインストールの一般向けのSurface Laptopなどの市販品は2018年3月31日までProへの無償アップグレードが可能（2018年4月1日以降は6,900円）。
バージョン1803（RS4）からは位置付けが「モード」となり、各エディションに搭載された。原則としてSモードで出荷され、必要に応じて通常モードに切り替える運用となる。

### エディション別機能比較表
下記の表は、各エディションごとの機能の違いを表にまとめたもの。
|                                                | Home                    | Pro                                                | Education / Pro Education                                            | Enterprise / Enterprise LTSB                                         |
| ---------------------------------------------- | ----------------------- | -------------------------------------------------- | -------------------------------------------------------------------- | -------------------------------------------------------------------- |
| 供給方法                                       | 一般向け （小売、OEM）  | 一般・企業向け （小売、OEM、ボリュームライセンス） | 教育機関、企業向け （Enterprise LTSBのみボリュームライセンス専用？） | 教育機関、企業向け （Enterprise LTSBのみボリュームライセンス専用？） |
| x86（32ビット）版 / x64（64ビット）版          | x86/x64版               | x86/x64版                                          | x86/x64版                                                            | x86/x64版                                                            |
| 最大CPUソケット数                              | 1                       | 2                                                  | 2                                                                    | 2 / 4（バージョン1709から）                                          |
| 最大物理メモリ容量 (RAM)（x64版）              | 128 GB                  | 2 TB                                               | 2 TB                                                                 | 2 TB / 6 TB（バージョン1709から）                                    |
| 最大物理メモリ容量 (RAM)（x86版）              | 4 GB                    | 4 GB                                               | 4 GB                                                                 | 4 GB                                                                 |
| カスタマイズ可能なスタート メニュー            | 対応                    | 対応                                               | 対応                                                                 | 対応                                                                 |
| Windows Defender & Windows ファイアウォール    | 対応                    | 対応                                               | 対応                                                                 | 対応                                                                 |
| Hiberboot と InstantGo によるすばやい起動      | 対応                    | 対応                                               | 対応                                                                 | 対応                                                                 |
| TPM のサポート                                 | 対応                    | 対応                                               | 対応                                                                 | 対応                                                                 |
| バッテリー節約機能                             | 対応                    | 対応                                               | 対応                                                                 | 対応                                                                 |
| Windows Update                                 | 対応                    | 対応                                               | 対応                                                                 | 対応                                                                 |
| Cortana                                        | 対応（地域差あり）      | 対応（地域差あり）                                 | 対応（地域差あり、Pro Educationを除く）                              | 対応（地域差あり、LTSBを除く）                                       |
| Windows Hello                                  | 対応                    | 対応                                               | 対応                                                                 | 対応                                                                 |
| 仮想デスクトップ                               | 対応                    | 対応                                               | 対応                                                                 | 対応                                                                 |
| スナップ アシスト（1 画面で 4 つのアプリまで） | 対応                    | 対応                                               | 対応                                                                 | 対応                                                                 |
| 複数のモニターをまたいだスナップ               | 対応                    | 対応                                               | 対応                                                                 | 対応                                                                 |
| OneDrive                                       | 対応                    | 対応                                               | 対応                                                                 | 対応                                                                 |
| Microsoft Edge                                 | 対応                    | 対応                                               | 対応                                                                 | 対応（LTSBは除く）                                                   |
| Continuum                                      | 対応                    | 対応                                               | 対応                                                                 | 対応                                                                 |
| Windows スポットライト                         | 対応                    | 対応（Build 10547以降）                            | 対応（Build 10547以降、Pro Educationは除く）                         | 対応（Build 10547以降、LTSBは除く）                                  |
| ときどきスタート画面におすすめを表示する       | 対応                    | 対応（Build 10547以降）                            | 対応（Build 10547以降、Pro Educationは除く）                         | 対応（Build 10547以降、LTSBは除く）                                  |
| Windows Ink                                    | 対応（Build 14328以降） | 対応（Build 14328以降）                            | 対応（Build 14328以降）                                              | 対応（Build 14328以降、LTSBは除く）                                  |

|                                                                                             | Home                    | Pro                                   | Education / Pro Education             | Enterprise / Enterprise LTSB                      |
| ------------------------------------------------------------------------------------------- | ----------------------- | ------------------------------------- | ------------------------------------- | ------------------------------------------------- |
| デバイスの暗号化                                                                            | 対応                    | 対応                                  | 対応                                  | 対応                                              |
| ドメイン参加                                                                                | 非対応                  | 対応                                  | 対応                                  | 対応                                              |
| グループ ポリシー管理                                                                       | 非対応                  | 対応                                  | 対応                                  | 対応                                              |
| BitLocker                                                                                   | 非対応                  | 対応                                  | 対応                                  | 対応                                              |
| Enterprise Mode IE (EMIE)                                                                   | 非対応                  | 対応                                  | 対応                                  | 対応                                              |
| Assigned Access 8.1                                                                         | 非対応                  | 対応                                  | 対応                                  | 対応                                              |
| リモート デスクトップ                                                                       | クライアントのみ        | クライアントとホスト                  | クライアントとホスト                  | クライアントとホスト                              |
| クライアント Hyper-V                                                                        | 非対応                  | 対応（x64版専用）                     | 対応（x64版専用）                     | 対応（x64版専用）                                 |
| Nested Hyper-V                                                                              | 非対応                  | 対応（x64版専用） （Build 10565以降） | 対応（x64版専用） （Build 10565以降） | 対応（x64版専用） （Build 10565以降）             |
| Hyper-V マネージャー                                                                        | 非対応                  | 対応                                  | 対応                                  | 対応                                              |
| Windows Sandbox                                                                             | 非対応                  | 対応（x64版専用） （Build 18305以降） | 非対応                                | 対応（x64版専用） （Build 18305以降、LTSBは除く） |
| ISOおよびVHDのマウント                                                                      | 対応                    | 対応                                  | 対応                                  | 対応                                              |
| VHDからのブート                                                                             | 非対応                  | 対応                                  | 対応                                  | 対応                                              |
| Direct Access                                                                               | 非対応                  | 非対応                                | 対応                                  | 対応                                              |
| 基幹業務アプリのサイドローディング                                                          | 対応                    | 対応                                  | 対応                                  | 対応                                              |
| モバイル デバイス管理                                                                       | 対応                    | 対応                                  | 対応                                  | 対応                                              |
| Workplace Join                                                                              | 対応                    | 対応                                  | 対応                                  | 対応                                              |
| Azure Active Directory への参加と、 クラウドでホストされているアプリへのシングル サインオン | 非対応                  | 対応                                  | 対応                                  | 対応                                              |
| Windows 10 用ビジネス ストア                                                                | 非対応                  | 対応                                  | 対応                                  | 対応                                              |
| Microsoft Passport                                                                          | 対応                    | 対応                                  | 対応                                  | 対応                                              |
| Enterprise Data Protection                                                                  | 非対応                  | 対応                                  | 対応                                  | 対応                                              |
| Windows Update for Business                                                                 | 非対応                  | 対応                                  | 対応                                  | 対応                                              |
| Windows To Go Creator                                                                       | 非対応                  | 非対応                                | 対応                                  | 対応                                              |
| Windows Subsystem for Linux（Bash）                                                         | 対応（Build 14316以降） | 対応（Build 14316以降）               | 対応（Build 14316以降）               | 対応（Build 14316以降、LTSB 2016は除く）          |
| AppLocker                                                                                   | 非対応                  | 非対応                                | 対応                                  | 対応                                              |
| BranchCache                                                                                 | 非対応                  | 非対応                                | 対応                                  | 対応                                              |
| グループ ポリシーによるスタート画面の制御                                                   | 非対応                  | 非対応                                | 対応                                  | 対応                                              |
| きめ細やかな UX 制御                                                                        | 非対応                  | 非対応                                | 対応                                  | 対応                                              |
| Credential Guard                                                                            | 非対応                  | 非対応                                | 対応                                  | 対応                                              |
| Device Guard                                                                                | 非対応                  | 非対応                                | 対応                                  | 対応                                              |
| Home から Education Edition に簡単にアップグレード                                          | 対応                    | 非対応                                | 対応 （Pro Educationは非対応）        | 非対応                                            |
| Pro から Pro Education Edition に簡単にアップグレード                                       | 非対応                  | 対応                                  | 対応 （Educationは非対応）            | 非対応                                            |
| Pro から Enterprise Edition に簡単にアップグレード                                          | 非対応                  | 対応                                  | 非対応                                | 対応 （LTSBは非対応）                             |
| Current Branch for Business (CBB)                                                           | 非対応                  | 対応                                  | 対応                                  | 対応                                              |
| Long-Term Servicing Branch (LTSB)                                                           | 非対応                  | 非対応                                | 非対応                                | 対応（専用SKU）                                   |

### アップグレード SKU マップ
次の表はWindows 7 SP1、Windows 8.1 Updateの各種エディションからアップグレードする場合のWindows 10のエディションの対応表である。下記以外のOSは無償アップグレードに対応しない。なお、Windows 8.1 Pro Studentは日本のオンラインショップでは販売していない、学生向けのWindows 8.1 Professional（アカデミック版とは違う）。
| OS          | アップグレード元                 | 無償アップグレード先 | アップグレード可能なエディション （DSP版、リテール版からの場合） |
| ----------- | -------------------------------- | -------------------- | ---------------------------------------------------------------- |
| Windows 7   | Starter                          | Windows 10 Home      | Windows 10 Home, Pro                                             |
| Windows 7   | Home Basic                       | Windows 10 Home      | Windows 10 Home, Pro                                             |
| Windows 7   | Home Premium                     | Windows 10 Home      | Windows 10 Home, Pro                                             |
| Windows 7   | Professional                     | Windows 10 Pro       | Windows 10 Pro, Enterprise, Pro Education                        |
| Windows 7   | Ultimate                         | Windows 10 Pro       | Windows 10 Pro, Enterprise, Pro Education                        |
| Windows 8.1 | 無印                             | Windows 10 Home      | Windows 10 Home, Pro                                             |
| Windows 8.1 | with Bing                        | Windows 10 Home      | Windows 10 Home, Pro                                             |
| Windows 8.1 | Pro                              | Windows 10 Pro       | Windows 10 Pro, Enterprise, Pro Education                        |
| Windows 8.1 | Pro Student                      | Windows 10 Pro       | Windows 10 Pro, Enterprise, Pro Education                        |
| Windows 8.1 | Pro WMC（Pro with Media Center） | Windows 10 Pro       | Windows 10 Pro, Enterprise, Pro Education                        |

注意
元のOSから無償アップグレードした場合のアップグレード先のエディションは、元のエディションにより1種類に限定されているが、別途Windows 10のインストールディスクを購入した場合、アップグレード可能なエディションのいずれかであればアップグレード可能である。たとえばWindows 8.1（無印）を使っているユーザーが、Windows 10 Proのインストールディスクを購入し、Windows 8.1が動いているPCにインストールした場合、Windows 8.1からWindows 10 Proにアップグレード可能である。
なお、Windows 10にアップグレードした直後からバージョン1511までは30日以内、バージョン1607以降は10日以内であれば、「設定」の「更新とセキュリティ」の「回復」から元の環境（7、または8.x）に戻すことが可能となるが、Windows 10で「新しいユーザーアカウントを追加する」、または「リセットを実行する」のいずれかを実行した場合は「Windows.old（以前の Windows イメージファイル）が破損/削除されている」と表示され、復元機能が利用不可となる制限がある。また、ディスクのクリーンアップから「以前の Windows のインストール」または「一時 Windows インストール ファイル」を削除した場合も、元のOSに戻すことができなくなる。
一度でも、Windows 10 に無償アップグレードした PC は再インストールすることが可能であり、元の OS に戻した後に Windows 10 を再インストールしたり、Windows 10 のクリーン インストールを実行することが可能（クリーンインストールの場合、アップグレード元のWindows 7/8.1が32ビット版でも、Windows 10対応エディションの64ビット版に変更することも可能）。また、Windows 7 SP1 もしくは Windows 8.1 Update から Windows 10 へ無償アップグレードを行うと、マイクロソフトのライセンス認証サーバにデバイスの「デジタル登録情報」が作成される。デジタル登録情報は、Windows 10 で導入された新たなライセンス認証方式であり、一度でも無償アップグレードを実行したデバイスではデジタル登録情報によって自動的にオンラインでライセンス認証が行われるため、Windows 10 を再インストールする際にプロダクト キーの入力が不要となる。ただしインストールメディアは、市販のUSBフラッシュメモリ（空き容量最低4GB→5GB以上必要）やDVD-R、BD-Rなどのブランクメディアに作成・保存し、用意しておく必要がある。
また、ハードディスクドライブやマザーボードの交換など、デバイスのハードウェア構成を大幅に変更した場合には、デジタル登録情報が無効となり、Windows 10 のライセンス認証は無効になる可能性がある。その場合は、サポートに連絡して電話でのライセンス認証を受ける必要がある。RS1以降のバージョンにおいては、Microsoft アカウントをログインに使用している場合、アカウントに登録されている情報からライセンス認証を再び受けられることがある。なお、無償アップグレード ライセンスを新たに構成したデバイスに流用することは認められておらず、その場合は Windows 10 のコピーを新たに購入する必要がある。
Windows 7 Enterprise および Windows 8/8.1 Enterprise は無償アップグレードの対象外だが、ボリューム ライセンスで有効なソフトウェア アシュアランス (SA) を契約していれば、無償アップグレードに関係なく、SA の特典として Windows 10 Enterprise にアップグレードできる。
Windows 10 Anniversary Updateの提供開始直後、アプリやデータをOSと別パーティションに保存したSSDドライブにAnniversary Updateをインストールしたシステムにおいて、フリーズが発生するなどといった問題が報告されている。

### ダウングレード
Windows 10 Pro のOEM版および、Education、Enterprise を含むボリュームライセンス版に限り、旧バージョンのWindowsへのダウングレードが認められる。
- OEM（メーカー製PCのプリインストール）版の Windows 10 Pro
Windows 8 Pro / 8.1 Pro、Windows 7 Professionalにダウングレード可能。
- ボリュームライセンスプログラムの Windows 10 Pro および Windows 10 Education / 10 Enterprise 
Windows 95までダウングレード可能（ただしWindows Meは例外）。

いずれもライセンス上の規定であり、行使するには旧OSのインストールメディアおよびプロダクトキーを別途用意する必要がある。なお、ボリュームライセンス版のXP以降については認証方法が通常の製品とは異なっており、専用のインストールメディアとプロダクトキーが用意されている。
2016年4月時点では、法人向けPCメーカー製の一部機種でダウングレード権を適用してWindows 8 Pro / 8.1 Pro、もしくはWindows 7 Professionalを初期インストールしたPCが発売されている（実際の製品としてはWindows 7 Professionalへのダウングレードがほとんどである）。なお、その場合でもユーザーはWindows 8 Pro / 8.1 Pro、およびWindows 7 Professionalのプロダクトキーを入手することはできず、当該PCに対しては、別途インストールメディアおよびプロダクトキーを入手しない限り、プロダクトキー入力が必要となるクリーンインストールはできない。
このほか、法人向け・個人向けに関わらずインテルの「Kaby Lake」または「Gemini Lake」以降、AMDの「Bristol Ridge」または「Ryzen」以降、クアルコムの「MSM8996」以降の各種次期マイクロアーキテクチャなどが採用された最新のCPUを各種搭載済みのメーカー製PC、または最新のCPUを組み込んだ自作PCについては、Windows 10のみのサポートとなるため、Windows 8.1（Update)以前のWindowsへのダウングレード、およびクリーンインストールは事実上不可能である。

## アップデートとサポート
Windows 10 では Windows as a Service（サービスとしての Windows）という新たなコンセプトのもと、ローリングリリースモデルを新たに採用しており、従来の数年おきのメジャーアップグレードリリースを廃し、Windows Update により機能改善や新機能を含むOSのアップデートが継続的に無償で行われるようになっている。
また、Home エディションでは自動更新をオフにすることはできず、更新プログラムを選択してインストールすることは WSUS および Windows Update for Business で管理される場合のみ可能となった。通常の Windows Update を利用している場合は選択的なインストールはできず、すべての更新プログラムが自動でインストールされる。ユーザーは特に意識することなく、Windows 10 は常に最新の状態に保たれるようになっているが、企業では機能アップグレードの展開には検証期間を必要としたり、ミッションクリティカルな運用のため機能アップグレードは受け取りたくないといったニーズがある。そのため、Windows 10 では後述する Insider Preview を含めた4つのブランチが用意された。
WIPBを除くブランチはアップグレードの定期化に伴い2017年7月11日付でチャンネルに改称され、公式な日本語名称も用意されたが、既にリリースされた製品の呼称はそのままである為、2017年11月現在では混在状態となっている。また公式な略称も不明である為、本記事では略称は旧称を用いている。
| アップデート ブランチ                               | Windows Insider Preview Branch (WIPB) 開発版 "早期テスト プログラム" Insider Program(後述)専用 | 半期チャネル（ターゲット指定） (Semi-Annual Channel（Targeted）) (RS3以降) ／ Current Branch (CB) (RS2まで) 最新モデル "コンシューマー向け" | 半期チャネル (Semi-Annual Channel) (RS2以降) ／ Current Branch for Business (CBB) ( RS1まで) 企業向け最新モデル "ビジネス ユーザー向け"    | 長期サービスチャネル (Long-Term Service Channel（LTSC）) ／ Long-Term Servicing Branch (LTSB) 固定モデル "IoTを含む特定システム向け" |
| エディション                                        | Home（Sモード含む）                                                                            | Home（Sモード含む） | | |
| エディション                                        | Pro（Sモード含む）                                                                             | | | |
| エディション                                        | Education / Pro Education （各Sモード含む）                                                    | | | |
| エディション                                        | Enterprise （Sモード含む）                                                                     | | | |
| エディション                                        |                                                                                                | | Enterprise LTSB （Enterprise LTSC） | |
| 重要な更新プログラム セキュリティ更新や安定性の向上 | 自動                                                                                           | 自動 | 自動（制御可能） | 無制限の延期可能 |
| 機能アップグレード 新機能や機能改善アップデート     | 継続的に利用可能 （Release Preview/Slow/Fastのいずれかのリングを選択）                         | 自動 | 自動（延期可能） | なし。LTSB間のインプレース アップグレードのみ                                                                                        |
| リリース サイクル                                   | 継続的なリリース                                                                               | 年に2回（WIPBによる評価後） | CBから約4か月後（CBによる検証後） | 2 - 3年に1回（スナップショット） |
| 機能アップグレードの適用猶予期間                    |                                                                                                | リリースから4か月以内 | リリースから最大8か月以内 | |
| アップグレードのサポート                            | 継続的なアップデート                                                                           | 継続的なアップデート | 継続的なアップデート、もしくはLTSBへのインプレース アップグレード                                                                          | 最新の3つのLTSBバージョンへのインプレース アップグレード                                                                             |
| サポート期間                                        | 公式サポートは存在せず、フォーラムでの互助が基本となる                                         | 機能アップグレード猶予期間内（機能アップグレードが受け取れない場合は、そのデバイスにおけるサポートはセキュリティ強化プログラムを除き終了）  | 機能アップグレード猶予期間内（機能アップグレードが受け取れない場合は、そのデバイスにおけるサポートはセキュリティ強化プログラムを除き終了） | リリースから5年間のメインストリーム サポート + 5年間の延長サポート                                                                   |
| アップデート方法                                    | Windows Update                                                                                 | Windows Update | Windows Update Windows Update for Business Windows Server Update Services                                                                  | Windows Update for Business Windows Server Update Services                                                                           |

更新プログラムの提供方法も変更された。Windows 10 の更新プログラムは累積的であり、パッケージには過去にリリースされたすべての修正（セキュリティ アップデートおよびセキュリティ以外）が含まれる。過去にリリースされた Windows 10 の累積的な更新プログラムを既にインストールしている場合は、新たな累積的な更新プログラムがリリースされたとき、新しい修正のみがダウンロードされ、コンピューターにインストールされる。そのため、ユーザーが新たに Windows 10 環境を展開した場合でも、最新の累積的な更新プログラムを1回適用するだけで済み、何度も Windows Update を実行する必要がなくなる。Windows 10 の更新プログラムは Windows Update からのみ提供され、Microsoft ダウンロード センターでは入手できなくなった。手動で更新プログラムを入手したい場合は、Microsoft Update カタログを利用する。

### Windows 10 (Home・Pro・Enterprise・Education)
バージョン 22H2がWindows 10の最終バージョンになることが発表され、Windows 10の機能更新が終了となる。

エディション（Home, Pro, Pro Education, Pro for Workstations および IoT Core）のサポート終了日は、リリースから18ヶ月後。

エディション（Enterprise, Education および IoT Enterprise）のサポート終了日は、上半期リリース（○○H1）は18ヶ月、下半期リリース（○○H2）は36ヶ月。
| Current Branch (CB)／Current Branch for Business (CBB)                                                       | Current Branch (CB)／Current Branch for Business (CBB) | Current Branch (CB)／Current Branch for Business (CBB) | Current Branch (CB)／Current Branch for Business (CBB)   | Current Branch (CB)／Current Branch for Business (CBB) | Current Branch (CB)／Current Branch for Business (CBB) | Current Branch (CB)／Current Branch for Business (CBB)                |
| バージョン                                                                                                   | OS ビルド                                              | コードネーム                                           | リリース日                                               | サポート終了日 (Home・Pro)                             | サポート終了日 (Enterprise・Education)                 | 別名                                                                  |
| --- | ------------------------------------------------------ | ------------------------------------------------------ | -------------------------------------------------------- | ------------------------------------------------------ | ------------------------------------------------------ | --------------------------------------------------------------------- |
| 1507 | 10240                                                  | Threshold 1                                            | 2015年7月29日                                            | 2017年5月9日                                           | 2017年5月9日                                           | Released in July 2015 （2015年7月リリース）                           |
| 1511 | 10586                                                  | Threshold 2                                            | CBブランチ：2015年11月12日 CBBブランチ：2016年4月8日     | 2017年10月10日                                         | 2018年4月10日                                          | Windows 10 November Update(2015) （Windows 10の11月の更新プログラム） |
| 1607 | 14393                                                  | Redstone 1                                             | CBブランチ：2016年8月2日 CBBブランチ：2016年11月29日     | 2018年4月10日                                          | 2019年4月9日                                           | Windows 10 Anniversary Update                                         |
| 1703 | 15063                                                  | Redstone 2                                             | CBブランチ：2017年4月11日 SACブランチ：2017年7月11日     | 2018年10月9日                                          | 2019年10月8日                                          | Windows 10 Creators Update                                            |
| 半期チャネル（対象指定）・ Semi-Annual Channel (Targeted) (SAC-T)／半期チャネル ・ Semi-Annual Channel (SAC) |                                                        |                                                        |                                                          |                                                        |                                                        |                                                                       |
| 1709 | 16299                                                  | Redstone 3                                             | SAC-Tブランチ：2017年10月17日 SACブランチ：2018年1月18日 | 2019年4月9日                                           | 2020年10月13日                                         | Windows 10 Fall Creators Update                                       |
| 1803 | 17134                                                  | Redstone 4                                             | SAC-Tブランチ：2018年4月30日 SACブランチ：2018年7月10日  | 2019年11月12日                                         | 2021年5月11日                                          | Windows 10 April 2018 Update                                          |
| 1809 | 17763                                                  | Redstone 5                                             | SAC-Tブランチ：2018年11月13日 SACブランチ：2019年3月28日 | 2020年11月10日                                         | 2021年5月11日                                          | Windows 10 October 2018 Update                                        |
| 半期チャネル ・ Semi-Annual Channel (SAC)へ統合                                                              |                                                        |                                                        |                                                          |                                                        |                                                        |                                                                       |
| 1903 | 18362                                                  | 19H1                                                   | 2019年5月21日                                            | 2020年12月8日                                          | 2020年12月8日                                          | Windows 10 May 2019 Update                                            |
| 1909 | 18363                                                  | 19H2                                                   | 2019年11月12日                                           | 2021年5月11日                                          | 2022年5月10日                                          | Windows 10 November 2019 Update                                       |
| 2004 | 19041                                                  | 20H1                                                   | 2020年5月27日                                            | 2021年12月14日                                         | 2021年12月14日                                         | Windows 10 May 2020 Update                                            |
| 20H2 | 19042                                                  | 20H2                                                   | 2020年10月20日                                           | 2022年5月10日                                          | 2023年5月9日                                           | Windows 10 October 2020 Update                                        |
| 21H1 | 19043                                                  | 21H1                                                   | 2021年5月18日                                            | 2022年12月13日                                         | 2022年12月13日                                         | Windows 10 May 2021 Update                                            |
| 21H2 | 19044                                                  | 21H2                                                   | 2021年11月16日                                           | 2023年6月13日                                          | 2024年6月11日                                          | Windows 10 November 2021 Update                                       |
| 22H2 | 19045                                                  | 22H2                                                   | 2022年10月18日                                           | 2025年10月14日                                         | 2025年10月14日                                         | Windows 10 2022 Update                                                |

Current Branch (CB)から半期チャネル（対象指定）・ Semi-Annual Channel (Targeted) 、Current Branch for Business (CBB)から 半期チャネル ・ Semi-Annual Channel (SAC)へ名称変更された。

半期チャネル（対象指定）・ Semi-Annual Channel (Targeted) (SAC-T)はバージョン1809をもって廃止され、半期チャネル ・ Semi-Annual Channel (SAC)へ統合された。

### Long-Term Servicing Branch (LTSB) ／ 長期サービスチャネル ／ Long-Term Servicing Channel (LTSC)
| Long-Term Servicing Branch (LTSB)                          | Long-Term Servicing Branch (LTSB) | Long-Term Servicing Branch (LTSB) | Long-Term Servicing Branch (LTSB) | Long-Term Servicing Branch (LTSB) | Long-Term Servicing Branch (LTSB)    | Long-Term Servicing Branch (LTSB)           |
| バージョン                                                 | OS ビルド                         | コードネーム                      | リリース日                        | メインストリームのサポート終了日  | 延長サポート終了日                   | 別名                                        |
| ---------------------------------------------------------- | --------------------------------- | --------------------------------- | --------------------------------- | --------------------------------- | ------------------------------------ | ------------------------------------------- |
| 1507                                                       | 10240                             | Threshold 1                       | 2015年7月29日                     | 2020年10月13日                    | 2025年10月14日                       | 2015 LTSB                                   |
| 1607                                                       | 14393                             | Redstone 1                        | 2016年8月2日                      | 2021年10月12日                    | 2026年10月13日                       | 2016 LTSB (Windows 10 Anniversary Update)   |
| 長期サービスチャネル ／ Long-Term Servicing Channel (LTSC) |                                   |                                   |                                   |                                   |                                      |                                             |
| 1809                                                       | 17763                             | Redstone 5                        | 2018年11月13日                    | 2024年1月9日                      | 2029年1月9日                         | 2019 LTSC (Windows 10 October 2018 Update)  |
| 21H2                                                       | 19044                             | 21H2                              | 2021年11月16日                    | 2027年01月12日                    | 2032年01月13日 (IoT Enterprise のみ) | 2021 LTSC (Windows 10 November 2021 Update) |

延長サポート終了日はリリース日の10年後に設定されている。

### メーカー側のサポート
Windows 10 がサポートを受け続けるためには、BIOS、およびマザーボードにWindows 10に対応した最新のファームウェアに書き換えられていること、および各種デバイスに最新の更新プログラムをインストールしていることが必須条件となる。ただし、マイクロソフトはデバイスのハードウェアに互換性がない場合、最新のドライバーが不足している場合（主に独自のデバイス(例：TVチューナーモジュール、Felicaポート、アプリケーションのワンタッチアクセス用のハードウェアキーなど)を搭載した日本国内市場向けの日本の大手メーカー製PCが顕著）、およびOEM のサポート期間が終了している場合は、デバイスは更新プログラムを受け取ることができない可能性があるとしており、このようなシナリオではデバイスはサポートを受け続けることが出来ず、そのデバイスにおける Windows 10 のサポートはセキュリティの強化に伴うプログラムの更新を除き終了する。
2016年7月29日、日本の大手PCメーカーの東芝クライアントソリューション（東芝、現・Dynabook）は、Windows 10が最初からプリインストールされていない同社製の従来の機種（具体的にはWindows 8.1以前のWindowsがプリインストールされた2015年夏モデル以前の機種・バージョン1507・TH1リリース時に対応機種であったものも含む）に関してはAnniversary Update（バージョン1607・RS1）以降のWindows 10へのアップグレード、およびアップデートを正式にサポートしないことを表明している。前述の通り、デバイスが寿命を終えるか機能アップグレードやセキュリティ更新プログラムを正常に適用できる限り動作はするが、メーカー保証はなくなり自己責任扱いとなる。

各メーカーのサポート機種は以下のようになっている。他のメーカーでも、アップデート対象外となった機種については動作に必要な固有ドライバーソフト、および購入時にプリインストールされていた対応アプリケーションソフトの修正プログラム等を提供しないとしており、Windows 10に於いては発表時期によっては発売から最短数年でアップグレードのサポート対象外となる。対象外とされた機種では、メーカーがアップデートの実行を抑止する対応を取るよう呼びかけている。例えば NEC の場合、2016年9月～2017年6月に発表された LAVIE は May 2019 Update までしかサポートされず、May 2019 Update のサポート期限は2020年12月8日であり、これをもってサポート終了となる。この場合は、最短では発表から3年6ヶ月でサポート終了であり、また対象機種の販売終了は発表よりも後なので、購入からサポート終了までは更に短くなる。
| バージョン愛称       | OSのサポート期限 （Homeや個人向けProなど） | サポート機種(NEC)                                       | サポート機種（富士通）                | サポート機種（レノボ）                     |
| -------------------- | ------------------------------------------ | ------------------------------------------------------- | ------------------------------------- | ------------------------------------------ |
| （初期リリース）     | 2017年5月9日                               | 2013年5月以降発表の機種（一部を除く）                   | 2013年5月以降発表の機種（一部を除く） | 指定機種                                   |
| November Update      | 2017年10月10日                             | 2013年5月以降発表の機種（一部を除く）                   | 2013年5月以降発表の機種（一部を除く） | 指定機種                                   |
| Anniversary Update   | 2018年4月10日                              | 2013年5月以降発表の機種（一部を除く）                   | 2013年5月以降発表の機種（一部を除く） | 指定機種 例:X1 Carbonは2nd Gen(2014年)以降 |
| Creators Update      | 2018年10月9日                              | 2015年9月以降発表の機種                                 | 2015年9月以降発表の機種               | 指定機種 例:X1 Carbonは3rd Gen(2015年)以降 |
| Fall Creators Update | 2019年4月9日                               | 2015年9月以降発表の機種                                 | 2015年9月以降発表の機種               | 指定機種                                   |
| April 2018 Update    | 2019年11月12日                             | 2015年9月以降発表の機種                                 | 2015年9月以降発表の機種               | 指定機種                                   |
| October 2018 Update  | 2020年11月10日                             | 2016年1月以降発表のLAVIE 2015年9月以降発表のLAVIE Tab W | 2015年9月以降発表の機種               | 指定機種                                   |
| May 2019 Update      | 2020年12月8日                              | 2016年9月以降発表のLAVIE                                | 2015年9月以降発表の機種               | 指定機種 例:X1 Carbonは4th Gen(2016年)以降 |
| November 2019 Update | 2021年5月11日                              | 2017年7月以降発表のLAVIE                                | 2015年9月以降発表の機種               | 指定機種                                   |
| May 2020 Update      | 2021年12月14日                             | 2018年1月以降発表のLAVIE                                | 2015年9月以降発表の機種               | 指定機種                                   |
| October 2020 Update  | 2022年5月10日                              | 2018年1月以降発表のLAVIE                                | 2015年9月以降発表の機種               | 指定機種                                   |

## システム要件
発売当時の2015年7月29日に発表した時点のシステム要件。
|              | 32 ビット                                                                                                | 64 ビット                                                                                                |
| ------------ | --- | --- |
| プロセッサ   | 1 GHz 以上のPAE、NX、SSE2を搭載するx86互換CPUまたはSoC                                                   | 1 GHz 以上のPAE、NX、SSE2を搭載し、CMPXCHG16b、LAHF/SAHF、PrefetchW命令をサポートするx64互換CPUまたはSoC |
| 物理メモリ   | 1 GB 以上                                                                                                | 2 GB 以上 （22H2のみCopilot in Windows 10を使用する場合4 GB 以上）                                       |
| グラフィック | DirectX 9.0 以降をサポートする GPU                                                                       | DirectX 9.0 以降をサポートする GPU                                                                       |
| ストレージ   | 16 GB 以上 （22H2は32 GB 以上）                                                                          | 32 GB 以上 （22H2は64 GB 以上）                                                                          |
| 画面解像度   | 800 x 600 以上 （22H2のみCopilot in Windows 10を使用する場合、720 p 以上の最小ディスプレイ解像度も付加） | 800 x 600 以上 （22H2のみCopilot in Windows 10を使用する場合、720 p 以上の最小ディスプレイ解像度も付加） |
| 画面サイズ   | 8 インチ以上                                                                                             | 8 インチ以上                                                                                             |

- アップデートによりハードウェア条件が変更されることがある[47]。

## Insider Program
Insider Program（インサイダー プログラム）は、登録者がWindows製品のプレリリース (Insider Preview) をいち早く利用し、不具合の報告・要望などのフィードバックをマイクロソフトに送信することで、開発への協力が行えるプログラム。2014年9月30日のWindows 10の発表イベント後に登録が開始された。Microsoft アカウントを所有し、14歳以上であれば誰でも無料で参加することができるが、このプログラムで配布されるWindowsは正式版ではなく、あくまでプレビュー版であるため、PCに関するある程度の知識を持ち、いかなる不具合が発生しても対処できる者を対象としている。また、通常利用するPCにインストールせず、テスト用PCまたはハイパーバイザ（例：クライアントHyper-VやVMware、VirtualBoxなどの仮想化ソフトウェア）を利用することが好ましい(ストレージ周りの不具合の可能性から、特にFastリングではマルチブートはあまり好ましくない)。アップデートはWindows Updateによって配信されるが、ISOイメージも随時公開されており、これによるアップデートやクリーンインストールを評価する事もできる。Windows 10のリリース後もInsider Programは継続しており、Windows 10は小規模なアップデートが定期的に行われるため、それに先行してプレビュー版を登録者にリリースし、機能の評価や問題のフィードバックを行う。また、日本語版Cortanaは同プログラム登録者に先行して提供された。これらのバージョン履歴は上記にあげている。
バージョン1703からは法人を対象とした Insider Program for Business が新設された。
安定度と先行度のどちらを優先するかに応じて、次の3種のリングが存在する。
Release Previewに関しては、他のリングからの直接変更は、リリース前後の両者のビルドが一致するタイミングでのみ可能であり、それ以外のタイミングで変更するには再インストールからやり直す必要がある。またRS4ではUI上での位置付けがリングから後述するブランチ(「早期更新プログラムだけを送ってください」)に移動された。
| リング          | 安定度                                                                                            | 先行度               |
| --------------- | ------------------------------------------------------------------------------------------------- | -------------------- |
| Release Preview | 高(ほぼCBと同等)                                                                                  | 低(ほぼCB化直前のみ) |
| Slow            | 中〜高(リリース直前にはRPと同等)                                                                  | 中                   |
| Fast            | 低〜高(リリース直前にはRPと同等) (新バージョンの初期にはOS機能でさえ既知の不具合に挙がる事もある) | 高                   |

リリースビルドの確定に先行して次のビルドの評価を開始するため、RS3とRS4の間以降ではInsider Programの設定にリングとは別にブランチの選択肢が用意された。
「次のバージョンのWindows」では元のブランチが、「Skip ahead to Next Windows release(通称Skip ahead)」では次のブランチが、それぞれ配信対象となる。
Build 17101(RS4)及び17604(RS5)からはWindows App Preview Programが新設され、アプリケーション毎のオプトイン形式でプレリリースバージョンを評価できるようになった(Skip aheadを選択している場合には既定でプレリリースバージョンが配布される)。
Build 19536からはそれまで存在したSkip Aheadリングが廃止され、Fastリングに次々期リリースが配布されるようになった。
2020年6月16日に「リングモデル」から「チャネルモデル」へ再編成され、「Fastリング」から「Devチャネル」、「Slowリング」から「Betaチャネル」、「ReleasePreviewリング」から「ReleasePreviewチャネル」となった。
| チャネル        | 安定度                                                             | 概要                                               |
| --------------- | ------------------------------------------------------------------ | -------------------------------------------------- |
| Release Preview | 高(ほぼリリースと同等)                                             | リリース前のビルドを配信                           |
| ベータ（Beta）  | 中〜高(リリース直前にはRPと同等)                                   | 特定のリリースに関係したビルドを配信               |
| 開発（Dev）     | 低 (新バージョンの初期にはOS機能でさえ既知の不具合に挙がる事もある | 特定のリリースとは結びつかず新機能をいち早く試せる |

## 沿革
2014年
- 10月1日 - 次期WindowsのTechnical Previewが公開され、Windows 7までに搭載されていたスタート メニューが再び搭載されることを含めた新機能が搭載された。

2015年
- 1月21日 - 初めてWindows 10の名称が発表され、Windows 7/8/8.1およびWindows Phone 8.1の購入者に対し、発売開始から1年間は無償でWindows 10へのアップグレードプログラムを提供することも発表された。ただし、企業向けのWindows 10は1年間の無償アップグレードの対象外となる。
- 3月18日 - 中国で開催された「WinHEC 2015」にて、同年夏（7月 - 8月頃）を目途に190か国と111の言語で発売することが発表された。
- 5月14日 - Windows 10のエディション構成 (SKU) が発表された。
- 6月1日 - Windows 7 SP1/8.1 Updateからの無償アップグレードプログラムの事前予約を開始。同年7月29日から1年間限定で無償アップグレード可能となることが決定した。
- 7月29日（日本標準時7月30日） - Home, Proの2015年7月リリース（以下「TH1」）が提供開始。
- 8月
  - 1日 - DSP版が発売。Enterprise, Educationの各「TH1」およびEnterprise 2015 LTSBが提供開始。
  - 5日 - Service Release 1 (Cumulative Update for Windows 10) がリリース。
  - 27日 - Windows 10の一般公開後、4週間で7,500万デバイスで稼働しているとマイクロソフトが発表。古いデバイスでは、Windows Vista時代の2007年製造のPCからも、全ての機種ではないがアップグレードされている。また、Windows XP時代の一部の機種(Windows Vista Capable PC)の2006年製造のPCからもWindows Vista→Windows 7を経由したアップグレード・新規インストールも全ての機種ではないが、可能であることが確認されている。処理速度も、Windows Vistaよりも若干軽快になっている。

- 9月4日 - リテール版、およびダウンロード版が発売開始。なお、リテール版は今回よりDVD-ROMからUSBメモリに変更（ただし、上記のDSP版はこれまで通りDVD-ROMを継続提供）となり、x64版とx86版が1つのUSBメモリにまとめて収録される形態となる。
- 11月
  - 6日 - 同日の出荷分よりWindows 10 Homeのみリテールパッケージ版、およびダウンロード版の希望小売価格が改定され、13,800円（税別）から17,600円（税別）へ値上げとなる。ただし、リテールパッケージ版、およびダウンロード版のWindows 10 Proの希望小売価格は改定されず、これまで通り25,800円（税別）と据え置かれる。日本マイクロソフトとしては値上げの理由を明らかにしていないが「動的に変化する市場において、お客様に提供される価値と価格のバランスを考慮しながら定期的に価格を見直しており、今回の価格変更はこの見直しによるもの。なお2016年7月28日までは期間限定でWindows 10のアップグレードを無償提供する。是非この無償アップグレードの機会をご利用いただければ幸いである」とコメントしている。
  - 13日（日本時間11月14日） - 初の大型アップデートとなる2015年11月リリース（バージョン 1511 OSビルド 10586(以下「TH2」)）の提供開始。当初はWindows Insider ProgramのOSビルド 10565同様、プロダクトアクティベーションの方式が変更され、ダウンロードしたTH2のISOファイルを利用してクリーンインストールを行う際、既に所有済みの正規版のWindows 7、もしくはWindows 8/8.1の各プロダクトキーを利用して直接プロダクトアクティベーションが可能となっていたが、その公開から数日後、諸般の事情により公開中止となり、Media Creation Toolを使用しても7月29日時点で提供されたバージョンに該当する「TH1」相当のインストールメディアの作成に戻される形となった。なお、Media Creation Tool経由でWindows 10をインストールして「TH2」相当の最新状態にする場合、一旦「TH1」のインストールを完了させた後にWindows Update経由を用いたアップデートが必要となる。11月25日、問題の修正を行ってバージョン 1511の配布が再開された。Media Creation Tool経由でも後日、配信を再開した。また、アップデートを済ませたユーザーに対しても更新プログラム(KB3120677)が配布されている。なお、TH2を記録したリテールパッケージ版、ダウンロード版やDSP版の発売はなかった。

2016年
- 1月4日 - Windows 10の月間稼働端末（monthly active devices）が2億台を突破したとマイクロソフトが発表。
- 2月1日（日本時間2月2日） - Windows 7 SP1/8.1 Updateからの無償アップグレードが「Windows Update」の「オプションの更新プログラム」（手動でインストールするプログラム）に変更となり、更には「推奨される更新プログラム」に格上げとなった。
- 3月
  - 1日（日本時間3月2日） - 米Net Applicationsの調査によると、同年2月のデスクトップOSシェアでWindows 10が初めてWindows XPを抜き、2位のシェアとなる（この時点でのシェア首位はWindows 7）。
  - 30日（日本時間3月31日） - 年次開発者会議「Build 2016」の基調講演でWindows 10の次期大型アップデート「Windows 10 Anniversary Update」（以下RS1）を公式発表。

- 7月28日（日本時間7月29日） - Windows 7 SP1/8.1 Updateからの無償アップグレードプログラムの提供終了。無償提供終了後のアップグレードは基本的に有償（アップグレード版は提供されず、リテール版およびダウンロード版またはDSP版を購入）となるが、例外として障害者向けの支援技術製品の利用者はそれ以降も無償でアップグレード可能。
- 8月2日（日本時間8月3日） - バージョン1607 (RS1) の提供開始。これに伴い、Windows 10 Educationの上位エディションとして「Windows 10 Pro Education」が新たに追加される。
- 10月
  - 7日 - RS1のリテール版、およびダウンロード版が発売開始。
  - 26日（日本時間10月27日） -  ニューヨーク市内で「What's next for Windows 10」と題したプレス向けイベントを開催。Windows 10の次期大型アップデート「Windows 10 Creators Update」（以下RS2）を公式発表。

2017年
- 4月
  - 5日（日本時間4月6日） - バージョン1703 (RS2) の手動更新版の先行提供開始。
  - 11日（日本時間4月12日） - バージョン1703 (RS2) の自動更新版の提供開始。なお、RS2のリテールパッケージ版は発売されなかったがダウンロード版とDSP版は発売された。

- 5月
  - 2日（日本時間5月3日） - 「Microsoft EDU」と題した教育関連の発表イベントで、教育分野向けの軽量OS「Windows 10 S」を公式発表。
  - 9日 - バージョン1507 (TH1) のサポートが終了。
  - 11日（日本時間5月12日） - 年次開発者会議「Build 2017」で、2017年後半に登場予定のWindows 10の次期大規模アップデート「Fall Creators Update」（RS3）を公式発表。このエディションよりユーザーの人間関係、および会話、プロジェクト、あるいはクラウド上に置かれたコンテンツなどを結び付けてマッピングする「Microsoft Graph」を、さまざまなデバイスをシームレスに利用するためのコアとして活用でき、このほか、新機能として追加される「タイムライン」は、ユーザーが過去に使ったファイルやフォルダ、開いたページなど、Windows 10上で行ったアクティビティーを視覚的に時系列で表示可能となるほか、iOSやAndroid、Windows 10 Mobileの各種デバイスとの連携も強化され、あらかじめPCと連携しておけば、クラウド経由によるクリップボードの共有に対応し、双方のデバイスでコピー&ペーストが可能となる。

- 7月11日 - バージョン1703（RS2）で Current Branch (CB) は「半期チャネル（ターゲット指定）」に、Current Branch for Business (CBB) は半期チャンネル (Semi-Annual Channel) に、Long-Term Servicing Branch (LTSB) は次回のリリースから長期サービスチャネル (Long-Time Servicing Channel; LTSC) に名称が変更。
- 8月31日 - Insider ProgramでRS4の提供開始。RS3との初の並行評価体制(ユーザーによる選択制)となる。
- 10月
  - 10日（日本時間10月11日） - バージョン 1511 (November Update; TH2) のHomeエディションおよびProエディションのサポートが終了。
  - 13日 - Insider Programで初の並行評価体制が終了。RS4に一本化。
  - 17日（日本時間10月18日） - バージョン 1709 (Fall Creators Update; RS3) が提供開始。なお、RS3はリテールパッケージ版が発売された。

- 12月31日（日本時間2018年1月1日） - 障害者向けの支援技術製品の利用者を対象としたWindows 10の無償アップグレードの提供終了。

2018年
- 4月
  - 10日（日本時間4月11日） - バージョン 1607 (Anniversary Update; RS1) のHomeおよびProエディションのサポートが終了。バージョン 1511 (November Update; TH2) のEnterpriseおよびEducationエディションのサポートが終了。
  - 30日（日本時間5月1日） - バージョン 1803 (April 2018 Update; RS4) 提供開始。なお、RS4のリテールパッケージ版は発売されなかったがダウンロード版とDSP版は発売された。

- 10月9日（日本時間10月10日） - バージョン 1703 (Creators Update; RS2) のHomeおよびProエディションのサポートが終了。
- 11月13日（日本時間11月14日） - バージョン 1809 (October 2018 Update; RS5) 提供開始

2019年
- 4月9日（日本時間4月10日） - バージョン 1709 (Fall Creators Update; RS3) のHomeおよびProエディションのサポートが終了。バージョン 1607 (Anniversary Update; RS1) のEnterpriseおよびEducationエディションのサポートが終了。
- 5月21日（日本時間5月22日） - バージョン 1903 (May 2019 Update; 19H1) 提供開始
- 10月8日（日本時間10月9日） - バージョン 1703 (Creators Update; RS2) のEnterpriseおよびEducationエディションのサポートが終了。
- 11月12日（日本時間11月13日）
  - バージョン 1803 (April 2018 Update; RS4) のHomeおよびProエディションのサポートが終了。
  - バージョン 1909 (November 2019 Update; 19H2) 提供開始

2020年
- 5月27日（日本時間5月28日） - バージョン 2004 (May 2020 Update; 20H1) 提供開始。このバージョンよりメーカー製PCプリインストールを含むOEM版は64ビット版のみの提供となり、一方の32ビット版はアップデートやセキュリティパッチの提供のみが継続。
- 10月13日（日本時間10月14日）
  - バージョン 1507 (TH1) の Enterprise 2015 LTSB および IoT Enterprise 2015 LTSB のメインストリーム サポートの終了。
  - バージョン 1709 (Fall Creators Update; RS3) のEnterpriseおよびEducationエディションのサポートが終了。

- 10月20日（日本時間10月21日） - バージョン 20H2 (October 2020 Update; 20H2) 提供開始
- 11月10日（日本時間11月11日） - バージョン 1809 (October 2018 Update; RS5) のHomeおよびProエディションのサポートが終了。
- 12月8日（日本時間12月9日） - バージョン 1903 (May 2019 Update; 19H1) のHomeおよびProエディション および EnterpriseおよびEducationエディションのサポートが終了。

2021年
- 5月11日（日本時間5月12日）
  - バージョン 1803 (April 2018 Update; RS4) のEnterpriseおよびEducationエディションのサポートが終了。
  - バージョン 1809 (October 2018 Update; RS5) のEnterpriseおよびEducationエディションのサポートが終了
  - バージョン 1909 (November 2019 Update; 19H2) のHomeおよびProエディションのサポートが終了。

- 5月18日（日本時間5月19日） - バージョン 21H1 (May 2021 Update; 21H1 提供開始
- 6月24日（日本時間6月25日） - 後継となるWindows 11が発表。 システム要件や無償アップグレードが可能となることも発表される。
- 10月12日（日本時間10月13日） - バージョン 1607 (RS1) の Enterprise 2016 LTSB および IoT Enterprise 2016 LTSB のメインストリーム サポートの終了。
- 11月16日（日本時間11月17日） - バージョン 21H2 (November 2021 Update; 21H2 提供開始
- 12月14日（日本時間12月15日） - バージョン 2004 (May 2020 Update; 20H1) のHomeおよびProエディション および EnterpriseおよびEducationエディションのサポートが終了。

2022年
- 5月10日（日本時間5月11日）
  - バージョン 1909 (November 2019 Update; 19H2) のEnterpriseおよびEducationエディションのサポートが終了。
  - バージョン 20H2 (October 2020 Update; 20H2) のHome、およびProエディションのサポートが終了。

- 10月18日（日本時間10月19日） - バージョン 22H2 (2022 Update; 22H2 提供開始
- 12月13日（日本時間12月14日） - バージョン 21H1 (May 2021 Update; 21H1) のHomeおよびProエディション および EnterpriseおよびEducationエディションのサポートが終了。

2023年
- 5月9日（日本時間5月10日） - バージョン 20H2 (October 2020 Update; 20H2) のEnterpriseおよびEducationエディションのサポートが終了。
- 6月13日（日本時間6月14日） - バージョン 21H2 (November 2021 Update; 21H2) のHomeおよびProエディションのサポートが終了。
- 9月20日（日本時間9月21日） - 先述の通り、Windows 7、および8/8.1からWindows 10への無償アップグレードパスをマイクロソフトが正式に削除。以後のアップグレードに関しては正規のWindows 10用、またはWindows 11用のプロダクトキーを利用しない限り、 Windows 7、および8/8.1からWindows 10へとアップグレードすることができない。

2024年
- 6月11日（日本時間6月12日） - バージョン 21H2 (November 2021 Update; 21H2) のEnterpriseおよびEducationエディションのサポートが終了。

2025年
- 5月13日（予定、日本時間5月14日） - バージョン 22H2 (2022 Update; 22H2) のEnterpriseおよびEducationエディションのサポートが終了。
- 10月14日（予定、日本時間10月15日） -  Homeおよび個人向けのProエディション（for Workstations含む）のサポートが完全終了。バージョン 1507 (TH1) の Enterprise 2015 LTSB、IoT Enterprise 2015 LTSB の各種延長サポートの終了。

2026年
- 10月13日（予定、日本時間10月14日） - バージョン 1607 (RS1) の Enterprise 2016 LTSB および IoT Enterprise 2016 LTSB の延長サポートの終了。

2027年
- 1月12日（予定、日本時間1月13日） - バージョン 21H2 (November 2021 Update; 21H2) の Enterprise 2021 LTSC および IoT Enterprise 2021 LTSC のメインストリームのサポート終了。Enterprise 2021 LTSC に対して延長サポートは提供されない。。

2029年
- 1月9日（予定、日本時間1月10日） - バージョン 1809 (RS5) の Enterprise 2019 LTSC および IoT Enterprise 2019 LTSC の延長サポートの終了。

2032年
- 1月13日（予定、日本時間1月14日） バージョン 21H2 (November 2021 Update; 21H2) の IoT Enterprise 2021 LTSC の延長サポートの終了。。

## 批判およびクレーム
タスクマネージャーの起動不可
一部の管理系プログラムが起動している時に、タスクマネージャーの起動ができない仕様となっている。この為、緊急時の対応処理ができない等、禍根を残している。
強制アップグレード
Windows 10にはGWXというプログラムでWindows 8.1やWindows 7（SP1のみ）からアップグレードできるが、このプログラムのUIの分かりづらさや自動的にアップグレードが予約される機能などによってユーザーが意図しないアップグレードが実施され、批判が高まった。当初、バージョン1511までは30日以内、バージョン1607以降は10日以内であれば、従来使用していた前OSに戻すためのダウングレード機能が付いているものの、ダウングレードできる旨がアナウンスされているだけであり、その操作手順自体はアナウンスされていなかった時期があった。さらには、このダウングレード機能を利用した後に以前のバージョンのOSが正しく動かない場合もあった。
また、地上デジタル・BS・CSチューナー搭載でテレビの視聴が可能な機種が強制的にアップグレードされた場合、Media Centerに依存しているなどの理由から、アップグレード前にプリインストールされたソフトウェアがWindows 10に対応していない（Windows 10専用・対応のソフトウェアが提供されていない）ため、テレビ番組の視聴や録画ができなくなるという二次被害も発生した。
Linux環境の破壊
2016年8月6日（米国時間）にfossBytesに掲載された記事「Linux Users Claim That Windows 10 Anniversary Update Deletes Dual-boot Partitions」によると、Windows 10がLinux環境を削除する恐れがあるとされ、Linuxユーザーからもさらに批判が高まってしまう状況となった。同記事には、「Windows 10をUbuntuなどの他のOSなどと共存している人はバックアップを勧める」旨も記載されている。これは、単にOSのデュアルブートに問題があるというだけで、WSL上でLinuxを実行したり、Hyper-VやVMware、VirtualBoxなどの仮想環境（ハイパーバイザ）でLinuxを使用する分には問題はない。
個人情報収集の恐れ
各種情報収集機能が既定では有効であったり、EULAに「開示し、保全する」と書かれていたりしたことから、個人情報に関しては懸念の声が挙がっていた。
また、プライバシー設定をオフにしても「何らかのデータ」を送信しているとする調査結果もある。
一方、マイクロソフトは「Microsoft におけるプライバシー」や「プライバシーに関する声明」などで取り扱う情報やその目的を明らかにし、懸念の払拭を図っている。バージョン1803では診断データビューアーが搭載され、収集される情報の閲覧や削除が可能になった。